# Грделица
Грделица је градско насеље града Лесковца у Јабланичком округу. Према попису из 2022. било је 1694 становника.
Овде се налази Црква Св. Јован Крститељ у Грделици.

## Етимологија
Грделица је добила име по утврђеном насељу Кале које се звало Град Јелица. Од овог назива име је најпре скраћено у Граделица да би на крају постало Грделица. Остаци овог утврђеног насеља видљиви су и данас.

## Географски положај
Варош лежи на улазу у Грделичку клисуру, са њене северне стране, на 225 m надморске висине. Налази се на главној моравско-вардарској артерији па поред ње пролазе железничка пруга и Ауто-пут. На 17 кm северно од Грделице налази се Лесковац, 11 кm јужно од ње је Предејане а источно је Власотинце, удаљено 13 кm. Изнад вароши налази се брдо Кале, купастог облика, са некадашњим утврђењем, високо 361 m.
Источно од варошице, на неколико стотина метара узводно Козарачком реком, налази се село Грделица, јужно је заселак Бојишина а на самом брду, изнад варошице, налази се заселак Дедина бара где је дуже време било седиште грделичке општине.

## Историја
Територија данашње вароши припала је српској држави за време Стефана Немање који је овај крај добио на управу од Византије.

### Период турске владавине
За време владавине Турака постојало је насеље на територији данашње Грделице које се звало Дервен што на турском значи теснац, клисура. У народу се и данас део Грделице назива Дервен.
У овом периоду Грделица је била позната као прихватна караванска станица. У њој су се задржавали каравани са кириџијама и путницима у пролазу где им је поред преноћишта, хране и пића нуђена разонода и забава уз музику и жене. Путописац Милојко Веселиновић забележио је да је 1872. године ово место имало преко 20 механа-ханова. Најчувенији хан био је Џан-Стаменин хан познат по песми „Море, врћај коња, Абдул Ћерим-аго”, која је поникла у овом крају а одражавала је народно расположење за борбу против Турака под утицајем Карађорђевог устанка.
Успеси Карађорђевог устанка имали су велики утицај на национално буђење народа овог краја. 1807. године Илија Стреља подигао је устанак против Турака у власотиначком крају. У току овог устанка одиграла се битка код Дедобарског хана (хан у Дединој бари изнад Грделице). Један одред устаника Стреља је упутио према Грделици са задатком да заузме и затвори Грделичку клисуру и онемогући пролаз турским појачањима која су долазила са југа. Сава Дедобарац заузео је Грделицу и Дедобарски хан и затворио пролаз кроз Грделичку клисуру сместивши сав барут од 5 товара у Дедобарски хан. Одред Лесковачког паше напао је Дедобарца преко ноћи и у бици која се развила Турци су хицем из топа погодили слагалиште барута и дигнули хан у ваздух са његовим браниоцима. Након ове победе Турци су преузели страшне репресалије према мештанима и њиховим посеченим главама окитили мост у Грделици.
У својој историји Грделица је доживела два паљења.
Грделица је добила прву школу још 1854. године за време Турака. Трговци Цоја Ранчић и Стојан Кириџија успели су у Цариграду, код великог везира, да издејствују ферман на три језика (турски, руски и енглески) за отварање школе на српском језику што је била велика жеља Грделичана. Школа је била смештена у турској кули, у Дединој бари а радила је по манастирском методу. Учили су се црквени предмети (псалтир, часловац и др.) а школске 1883/84. године заведена је световна настава. Први учитељ био је неки Даскал из Дедине баре – Васиљко Милосављевић зв. „Писар”. Како би се оспособио за наставу морао је да похађа курс за наставнике у Краљеву, где му је један од предавача на курсу био наш познати научник Стојан Новаковић.
После дводневних упорних и крвавих борби 8. и 9. јануара 1878. године Шумадијски корпус успео је да потуче Турке и одбаци их у правцу Врања, заузме и затвори грделички теснац и ослободи Грделицу.

### Период након ослобођења од Турака
Убрзо после ослобођења подигнута је у Грделици школа у којој су учили ђаци из предејанске општине.
Крајем XIX века Грделица је била позната по великом броју кафана. Оволики број кафана отворен је због тога што у то време Предејане није имало железничку станицу и читав планински крај (Црна Трава, Власина) гравитирао је према њој.
Након ослобођења Грделица улази у састав Кнежевине Србије. Она се као градско насеље почела развијати изградњом железнице 1886. и зачетком индустрије 1894. године. Административно-управни центар и седиште општине постала је 1920. године заслугом тадашњег локалног народног посланика Аранђела Маринковића.
Указом Краља од 10. децембра 1924. године насеље је добило статус варошице.
Између два светска рата варош је била седиште текстилне индустрије и пољопривреде.
Према попису од 31. марта 1961. године варошица је имала 1482 становника и 439 домаћинстава. Тада је она била седиште комуне, са текстилним предузећем ТИГ – Текстилна индустрија Грделице (некадашње „Јединство”), на ушћу Козарачке реке у Јужну Мораву, које је имало око 1 300 упослених радника, столарским предузећем „Данило Бошковић”, радничким насељем од десетак стамбених зграда, зградом Народног одбора општине Грделица, Домом културе, модерним хотелом, биоскопом, здравственом станицом, олимпијским базеном са рестораном и спортским игралиштем.
До 1965. године варошица је била седиште општине Грделица коју су чинила насељена места: Бистрица, Боћевица, Бојишина, Бричевље, Црвени Брег, Дедина Бара, Добротин, Доњи Буниброд, Горњи Буниброд, Граово, Грделица Село, Грделица Варошица, Губеревац (тада под званичним именом Губеревце), Кораћевац, Ковачева Бара, Козаре, Крпејце (тада под званичним именом Крпејице), Личин Дол, Мала Грабовница, Мала Копашница, Мрковица, Несврта, Ново Село, Ораовица код Грделица (тада под званичним именом Ораовица), Падеж, Палојце, Предејане Село, Предејане Варошица, Слатина, Сушевље, Тулово, Тупаловце, Велика Грабовница, Велика Копашница, Велика Сејаница, Виље Коло, Загужане, Зољево и Жижавица. После укидања општине ово подручје у целини ушло је у састав општине Лесковац. Од тада варош губи на значају и доживљава економску и културну деградацију.
Некад омиљено летовалиште Лесковчана и питорескна варош данас је само једно од најнеразвијенијих насеља Србије.

## Демографија
Према попису становништва из 1953. године Грделица је имала 1 007 становника са 282 домаћинстава док је према попису из 1961. године број становника повећан на 1482 становника а број домаћинстава на 439.
У насељу Грделица живи 1820 пунолетних становника, а просечна старост становништва износи 37,3 година (36,5 код мушкараца и 38,1 код жена). У насељу има 739 домаћинстава, а просечан број чланова по домаћинству је 3,22.
Ово насеље је великим делом насељено Србима (према попису из 2002. године).
|             | \| Демографија[3] \| Демографија[3] \| Демографија[3] \| \| Година \| Становника \| Становника \| \| -------------- \| -------------- \| -------------- \| \| 1948. \| 840 \| \| \| 1953. \| 1.007 \| \| \| 1961. \| 1.488 \| \| \| 1971. \| 1.893 \| \| \| 1981. \| 2.204 \| \| \| 1991. \| 2.431 \| 2.385 \| \| 2002. \| 2.383 \| 2.474 \| \| 2011. \| 2.136 \| \| \| 2022. \| 1.694 \| \| |            |
| Демографија | |            |
| Година      | Становника | Становника |
| 1948.       | 840 |            |
| 1953.       | 1.007 |            |
| 1961.       | 1.488 |            |
| 1971.       | 1.893 |            |
| 1981.       | 2.204 |            |
| 1991.       | 2.431 | 2.385      |
| 2002.       | 2.383 | 2.474      |
| 2011.       | 2.136 |            |
| 2022.       | 1.694 |            |

| Етнички састав према попису из 2002.‍ | Етнички састав према попису из 2002.‍ | Етнички састав према попису из 2002.‍ | Етнички састав према попису из 2002.‍ | Етнички састав према попису из 2002.‍ |
| ------------------------------------ | ------------------------------------ | ------------------------------------ | ------------------------------------ | ------------------------------------ |
|                                      |                                      |                                      |                                      |                                      |
| Срби                                 | Срби                                 |                                      | 2.193                                | 92,02%                               |
| Роми                                 | Роми                                 |                                      | 116                                  | 4,86%                                |
| Македонци                            | Македонци                            |                                      | 9                                    | 0,37%                                |
| Југословени                          | Југословени                          |                                      | 6                                    | 0,25%                                |
| Црногорци                            | Црногорци                            |                                      | 3                                    | 0,12%                                |
| Хрвати                               | Хрвати                               |                                      | 2                                    | 0,08%                                |
| Бугари                               | Бугари                               |                                      | 2                                    | 0,08%                                |
| Словенци                             | Словенци                             |                                      | 1                                    | 0,04%                                |
| Муслимани                            | Муслимани                            |                                      | 1                                    | 0,04%                                |
| непознато                            | непознато                            |                                      | 44                                   | 1,84%                                |

| Година пописа     | 1948. | 1953. | 1961. | 1971. | 1981. | 1991. | 2002. |
| ----------------- | ----- | ----- | ----- | ----- | ----- | ----- | ----- |
| Број домаћинстава | 238   | 282   | 428   | 540   | 632   | 701   | 739   |

| Број чланова      | 1   | 2   | 3   | 4   | 5  | 6  | 7  | 8 | 9 | 10 и више | Просек |
| ----------------- | --- | --- | --- | --- | -- | -- | -- | - | - | --------- | ------ |
| Број домаћинстава | 115 | 168 | 126 | 191 | 78 | 44 | 10 | 4 | 1 | 2         | 3,22   |

| Пол    | Укупно | Неожењен/Неудата | Ожењен/Удата | Удовац/Удовица | Разведен/Разведена | Непознато |
| ------ | ------ | ---------------- | ------------ | -------------- | ------------------ | --------- |
| Мушки  | 937    | 255              | 615          | 46             | 21                 | 0         |
| Женски | 1.008  | 209              | 628          | 131            | 37                 | 3         |
| УКУПНО | 1.945  | 464              | 1.243        | 177            | 58                 | 3         |

| Пол    | Укупно                    | Пољопривреда, лов и шумарство | Рибарство                            | Вађење руде и камена | Прерађивачка индустрија       |
| ------ | ------------------------- | ----------------------------- | ------------------------------------ | -------------------- | ----------------------------- |
| Мушки  | 354                       | 11                            | 0                                    | 0                    | 83                            |
| Женски | 248                       | 1                             | 0                                    | 0                    | 96                            |
| УКУПНО | 602                       | 12                            | 0                                    | 0                    | 179                           |
| Пол    | Производња и снабдевање   | Грађевинарство                | Трговина                             | Хотели и ресторани   | Саобраћај, складиштење и везе |
| Мушки  | 6                         | 57                            | 22                                   | 11                   | 21                            |
| Женски | 1                         | 17                            | 20                                   | 9                    | 5                             |
| УКУПНО | 7                         | 74                            | 42                                   | 20                   | 26                            |
| Пол    | Финансијско посредовање   | Некретнине                    | Државна управа и одбрана             | Образовање           | Здравствени и социјални рад   |
| Мушки  | 2                         | 7                             | 22                                   | 28                   | 23                            |
| Женски | 3                         | 2                             | 6                                    | 35                   | 36                            |
| УКУПНО | 5                         | 9                             | 28                                   | 63                   | 59                            |
| Пол    | Остале услужне активности | Приватна домаћинства          | Екстериторијалне организације и тела | Непознато            | Непознато                     |
| Мушки  | 23                        | 0                             | 0                                    | 38                   | 38                            |
| Женски | 4                         | 0                             | 0                                    | 13                   | 13                            |
| УКУПНО | 27                        | 0                             | 0                                    | 51                   | 51                            |

## Галерија
- Дом културе
- Црква Светог Јована Крститеља
- Црква Светог Јована Крститеља
- Црква Светог Јована Крститеља
- Основна школа Десанка Максимовић
- Полицијска станица
- Дом здравља